# Shenmue II
Shenmue II (シェンムー II, Shenmū Tsū) est un jeu vidéo d'aventure, développé par Sega-AM2 et édité par Sega, sorti sur la console Dreamcast le 6 septembre 2001 au Japon et le 30 novembre 2001 en Europe. Ce jeu fait partie de la série Shenmue et représente la suite directe du premier épisode. Son concepteur est Yū Suzuki, précurseur de nombreux genres dans le monde des jeux vidéo. Avec cette saga, Suzuki réalise une des séries les plus ambitieuses et les plus chères du monde vidéoludique.
Une réédition du jeu est sortie le 28 octobre 2002 en Amérique du Nord et le 21 mars 2003 en Europe sur Xbox, en introduisant de nombreuses nouveautés. Contrairement à l'épisode original sur Dreamcast, celui-ci a la particularité de ne pas être sorti au Japon. À l'origine, une version Dreamcast destinée à l'Amérique du Nord était prévue mais elle a été annulée en raison de l'exclusivité des droits obtenus par Microsoft pour sa Xbox.
Une compilation des deux épisodes de la série intitulée Shenmue I & II est sortie le 21 août 2018 sur Windows, PlayStation 4 et Xbox One.

## Trame

### Histoire
Ryo Hazuki, fils d'un maître d'art martiaux réputé, voit son père se faire assassiner sous ses yeux par un homme d'origine chinoise dénommé Lan Di. Afin de venger la mort de son père, Ryo va poursuivre la piste des assassins et chercher à cerner le mobile de l'assassinat.
L'histoire de Shenmue II reprend là où s'arrête celle du premier épisode. Après avoir voyagé en bateau (ce Chapitre, le deuxième de la saga n'est pas présent dans la version finale du titre, il sera par contre disponible sous forme de bande dessinée en bonus dans la version 2X du jeu), Ryo arrive à Hong Kong (Chine) pour poursuivre sa quête de vengeance, Lan Di l'ayant précédé juste avant.
Ryo, sous les conseils de son ami Master Chen doit retrouver le maître d'arts martiaux Lishao Tao.
Dès son arrivée à Hong Kong, Ryo est accosté par un jeune garçon qui dit être poursuivi par des voyous, Ryo, bien naïf décide de lui venir en aide, le jeune garçon profite alors d'un moment d'inattention pour subtiliser le sac à dos de Ryo et le jeter aux voyous qui s'en vont à toute vitesse, Ryo est perdu, il y avait dans le sac à dos ses économies mais surtout le miroir du Phoenix.
Désemparé, Ryo interroge les passants en vue de retrouver les voleurs mais sans succès, en interrogeant deux personnes assit à une table sur la terrasse d'un restaurant et en repartant aussitôt Ryo attise la colère des deux jeunes hommes qui lui réclament de l'argent, voyant Hazuki refuser, les événements commencent à dégénérer mais c'est à ce moment que débarque sur sa moto Joy une jeune Chinoise colorée en Rousse que Ryo avait déjà rencontré à son arrivée.
Joy qui semble populaire dans le quartier interrompt la dispute, au fil de la discussion qui s'ensuit la jeune Chinoise lui dit que c'est le petit Wong qui lui a volé son sac et qu'il le trouvera près du parc aux pigeons.
Après une longue course poursuite et une petite bagarre avec les jeunes voyous (membres du gang des Heavens), Ryo parvient à convaincre Wong de lui rendre son sac, si notre héros retrouve le miroir intact il perd par contre son argent.
Un peu plus tard, Joy encore, donnera à Hazuki l'adresse d'un hôtel où il pourra loger gratuitement pour la nuit ainsi qu'un rendez-vous pour le lendemain matin afin de lui trouver un emploi à temps partiel sur le port.
Au fur et à mesure de pérégrinations, Ryo parvient à retrouver le maître Lishao Tao, au grand étonnement de celui-ci, le maître s'avère être une femme, cette femme qui semble froide et triste mais qui est doté d'une immense force tâchera de lui apprendre sa philosophie et bien plus.
Ryo quitte Hong Kong pour Kowloon, il doit retrouver un certain Yuanda Zhu, un expert en art martiaux qui avait envoyé une lettre à Iwao Hazuki (le père de Ryo) une lettre l'avertissant qu'il était en grand danger, une lettre arrivée trop tard.
Cette partie de l'aventure est plus compliqué pour Ryo puisqu'il doit affronter la YellowHeads Organization, des hommes de mains de Lan Di qui ont réussi à Kidnapper Yuanda Zhu.
Après une enquête mouvementée, Ryo et Ren (le leader des Heavens) parviennent à retrouver le vieil homme dans les hauts étages d'un building et c'est sur le toit de ce building que Ryo revoit pour la première fois depuis la mort de son père Lan Di qui l'observe agrippé à l'échelle d'un hélicoptère, alors que Ryo semble si proche de se venger, un obstacle se dresse sur sa route, Dou Niu, un gros balourd, homme de main de Lan Di et chef des YellowHeads.
À la fin d'un difficile combat, Ryo arrive à placer un puissant coup secret qui fait s'effondrer Dou Niu sous les yeux impassibles de Lan Di.
Le combat fini, celui-ci partira, son regard fixant celui de Ryo en contrebas.
Après cela Yuanda Zhu révélera le secret des deux miroirs, celui du Dragon et celui du Phoenix, en les superposant, les deux miroirs peuvent ressusciter un ordre ancien datant de la dynastie Qing.
Ryo est alors amené à quitter Kowloon pour le village Bailu près de Guilin en Chine continentale.
La fin de Shenmue 2 prend donc place à Guilin, il s'agit du cinquième chapitre du jeu.
Guilin s'avère être un endroit merveilleux où la nature prédomine, la beauté des lieux de ce cinquième chapitre est en contraste direct avec les lieux urbains que Ryo a pu visiter depuis le début de la saga.
Peu après son arrivée, le soleil laisse place à de lourdes pluies, c'est à ce moment que Ryo rencontre une jeune fille qui tente désespérément de sauver un cerf blanc tombé dans une rivière torrentielle.
La jeune fille n'hésite pas une seconde et plonge sous les yeux effrayés de Ryo, celui-ci plonge à son tour et parvient à ramener la jeune fille à terre.
Elle s'appelle Shenhua, c'est la fille dont rêve Ryo depuis la mort de son père.
Au fil de la discussion Shenhua propose à Ryo de rencontrer son père en hauteur de la montagne mais arrivé chez Shenhua, celui-ci  est introuvable, c'est dans une grotte où il a l'habitude d'aller que les deux personnages poursuivent l'aventure, ils finissent par trouver un message crypté ainsi qu'une épée que Ryo combine avec le miroir du Phoenix et qui révèle une énorme description des deux miroirs.
Le jeu se termine sur cette fin ouverte.

### Personnages
Ryo Hazuki (芭月涼, はづき りょう en hiragana).
C'est le personnage central de l'histoire, c'est lui que le joueur incarne.
Âgé de 18 ans au début de l'aventure, Ryo voit son père mourir sous ses yeux, il jurera vengeance.
Ryo pratique le ju-jitsu, son père était un maître très respecté dans cet art martial et possédait même un dojo, le 'Dojo Hazuki'.
Même s'il n'a pas de petite amie, Ryo est très proche avec Nozomi, une fleuriste et camarade de lycée qui a du mal a cacher son attirance pour lui, celle-ci se faisant beaucoup de soucis à propos des examens et de l'absence prolongée de notre héros.
Nozomi Harasaki (原崎望, はらさき　のぞみ en hiragana).
Nozomi est une jeune fleuriste de 18 ans habitant Yokosuka.
C'est une camarade de lycée et une amie très proche de Ryo.
À ce titre elle se préoccupera énormément des pérégrinations de notre héros.
Les chemins entre Ryo et Nozomi se sépareront tristement puisque pendant que Ryo part pour Hong Kong, Nozomi part pour le Canada.
Iwao Hazuki (芭月巌, はづき いわお en hiragana).
Iwao est le père de Ryo.
Maître en arts martiaux, pratiquant le ju-jitsu il enseignera toute cette philosophie à son fils.
Assassiné brutalement par Lan Di au début de l'aventure, il réussira néanmoins à cacher le second miroir à l'abri des mains de son bourreau.
Lan Di (藍帝).
Lan Di, de son vrai nom Long Sun Zhao est le principal ennemi de Ryo.
Membre des Chiyoumen il est pratiquant d'un art martial Chinois ancestral.
Assassin du père de Ryo, Iwao, ces véritables intentions restent obscures, on sait qu'il cherche à réunir les 2 miroirs, celui du dragon et celui du phoenix dans un objectif pas encore clairement identifié.
Il semble désormais admis que Lan Di a profité de sa recherche des miroirs pour se venger de la mort de son père Zhao Sunming qu'Iwao aurait tué.
Lan Di possède tout comme Ryo une cicatrice sur la joue gauche.
Shenhua (玲莎花, シェンファ en katakana).
Shenhua est un mystérieux personnage féminin qui apparait dans le premier épisode à plusieurs reprises dans les rêves de Ryo.
Shenhua habite un petit village de Chine nommé Bailu, près de Guilin.
Âgée de 16 ans, elle est pure et bienveillante, notre héros fera sa connaissance à la fin de Shenmue II.
Shenhua et Ryo semblent connectés ensemble par un pouvoir mystérieux.
Xiuying (紅秀瑛, シュウエイ en katakana).
Xiuying est un personnage féminin que Ryo rencontre à Hong Kong.
C'est un maître en art martiaux qui s'occupe également d'un temple Taoiste.
Froide, distante, son frère et elle se sont séparés très jeune, chacun ne gardant que des fragments de souvenirs à l'image d'un pendentif.
Ren (刃武鷹, レン en katakana).
Ren est le chef d'un gang nommé les "Heavens" que Ryo rencontre à Hong Kong.
Au départ antagoniste, Ren deviendra peu à peu un ami de Ryo.
Obsédé par l'argent, cynique et bagarreur hors pair, Ren lui prêtera main-forte à plusieurs reprises au fil de l'aventure.
Ayant grandi dans la rue, il est très protecteur vis-à-vis du petit Wong.
Wong (ウォン en katakana).
Wong est un gamin des rues âgé de 13 ans qui fait partie du gang des Heavens.
Il rencontrera Ryo à Hong Kong après avoir usé d'un subterfuge pour lui dérober son sac à dos.
Très admiratif de Ren qu'il considère comme un grand frère il semble néanmoins au fil de l'aventure beaucoup plus se tourner vers Ryo et fera tout ce qu'il peut pour l'aider.
Joy (ジョイ en katakana).
Joy est une jeune Chinoise décolorée membre des "Heavens" qui fera la rencontre de Ryo au tout début de Shenmue II et ne le quittera qu'à son départ pour la Chine profonde.
Toujours sur le dos de sa moto rouge, elle semble tout de suite attirée par Ryo.
Ainsi elle lui évitera une bagarre inutile, lui trouvera une chambre d'hôtel gratuite et lui dénichera un travail sur les quais.
Elle est très populaire à Hong Kong et peut user de ses relations pour obtenir des passes droits.
Fangmei (薫芳梅, ファンメイ en katakana).
Fangmei est une jeune fille de 14 ans travaillant pour le temple Tao de Xiuying.
Dévouée, serviable et toujours de bonne humeur, notre héros fera sa connaissance au réveil dans la chambre de Xiuying.
Ryo dit d'elle qu'elle a les mêmes yeux que le chat abandonné de son quartier au Japon.

## Système de jeu
Le jeu est beaucoup plus beau que le premier épisode, et offre encore plus de possibilités au niveau des dialogues, des mini-jeux ou encore des jobs. De plus le scénario est mieux ficelé et la durée de vie est accrue.
Les quick times events sont plus nombreux et plus complexe par rapport aux premier shenmue

## Développement

### Musique
Les musiques de Shenmue II ont été composées par Takenobu Mitsuyoshi, Takeshi Yanagawa, Osamu Murata et Ryuji Iuchi.
Yūzō Koshiro qui officiait sur le premier opus n'a pas participé au projet.
Contrairement au premier Shenmue, aucune bande originale ne fut officiellement sortie et commercialisée, cependant les communautés de fan se sont chargées de diffuser et de rendre disponible l'intégralité des musiques du jeu.

### Adaptation
Shenmue IIx est la réédition de Shenmue II sur Xbox, après que Sega a décidé de se « reconvertir » dans l'édition multiplate-forme.
En plus d'un jeu adapté aux capacités de la Xbox, il offre le support DVD (au lieu des 4 GD de Shenmue II), quelques bonus, comme la possibilité de prendre des photos et de rejouer aux mini-jeux en dehors de l'aventure, ou encore le film Shenmue: The Movie sur un second DVD, et qui retrace l'histoire du premier opus disponible uniquement sur Dreamcast.
Sur la version Dreamcast, les voix du jeu sont en japonais, et les sous-titres en anglais (seul le bloc-note est en français). Sur la Xbox, les voix, les sous-titres ainsi que le bloc-note sont en anglais.

## Accueil

### Version Dreamcast
| Critiques de la presse spécialisée |            |
| Publication                        | Note       |
| JP Famitsu                         | 32 sur 40  |
| AN GameSpot                        | 8,7 sur 10 |
| R-U Computer and Video Games       | 9 sur 10   |
| FR Gamekult                        | 9 sur 10   |
| FR Jeuxvideo.com                   | 18 sur 20  |
| FR Joypad                          | 9 sur 10   |

Après la sortie du premier épisode et l'engouement qu'il a suscité auprès des possesseurs de la Dreamcast, Shenmue II a été le titre le plus attendu sur cette plateforme. Il est considéré comme l'un des meilleurs jeux sortis sur console par la presse vidéoludique et par les joueurs. Au Japon, le jeu s'écoule à 92 917 exemplaires lors de la première semaine d'exploitation, pour un total de 147 675 ventes,. Il reçoit des critiques élogieuses de la part des principales publications vidéoludiques, elles acclament surtout son ambiance unique et son rythme soutenu, ses musiques de grande qualité et ses graphismes somptueux.
Les sites GameRankings et MobyGames (qui effectuent des moyennes à partir de nombreuses publications) donnent respectivement au jeu un score général de 89,10 % et 92 %,. 
Le site de retrogaming GrosPixels voit en Shenmue II une évolution majeure par rapport au premier épisode, un jeu à la modélisation et aux animations « remarquables », aux « décors exceptionnels » et aux « musiques fabuleuses ». Le site parle de la multitude de « petits détails attachants » qui récompensent le joueur qui prend son temps. GrosPixels insiste également sur la « philosophie » du jeu, centrée sur le respect, les arts martiaux, l’écologie et la spiritualité et conclut sur le plaisir « vertigineux » et le sentiment de « gratitude » qu’il provoque chez le joueur . 

### Version Xbox
La version Xbox apporte quelques nouveautés par rapport à la version Dreamcast, comme un appareil photo, qui permet, selon les photos prises, d'obtenir des informations diverses.
Le jeu propose également des filtres (sépia, par exemple) et est globalement un peu plus fin, graphiquement. L'eau a totalement été remodélisée et les problèmes des passants fantômes ont été revus, sans disparaître totalement cependant.
Le jeu est rétrocompatible sur Xbox 360.
| Critiques de la presse spécialisée |            |
| Publication                        | Note       |
| AN GameSpot                        | 7,3 sur 10 |
| EUR IGN                            | 8,3 sur 10 |
| R-U Computer and Video Games       | 7 sur 10   |
| FR Gamekult                        | 8 sur 10   |
| FR Jeux vidéo Magazine             | 17 sur 20  |
| FR Jeuxvideo.com                   | 18 sur 20  |
| FR Joypad                          | 9 sur 10   |

La version Xbox est aussi totalement en anglais, contrairement à la version Dreamcast où les voix sont en japonais, les sous-titres en anglais et le carnet de voyage en français.

## Postérité

### Portage
Une compilation des deux épisodes de la série intitulée Shenmue I & II est sortie le 21 août 2018 sur Windows, PlayStation 4 et Xbox One.

### Médias externes
- [image] Face et dos de la pochette du jeu européen sur Dreamcast.
- [image] Face et dos de la pochette du jeu européen sur Xbox.
- [PDF] (en) Manuel d'instructions de la version européenne sur Dreamcast.
- [PDF] (en) Manuel d'instructions de la version nord-américaine sur Xbox.
- [vidéo] Trailer Japonais, vidéo du jeu sur Gamekult.
- [vidéo] Gaming Live - QTE, vidéo du jeu sur Jeuxvideo.com.

## Biographie
- Ramón Méndez et Carlos Ramírez, L'histoire de Shenmue, Pix'n Love, décembre 2016, 240 p., 16 x 24 cm